# ATC (N05)
Jest to część klasyfikacji anatomiczno-terapeutyczno-chemicznej:
- N – Ośrodkowy układ nerwowy
  - N 01 – Leki znieczulające
  - N 02 – Leki przeciwbólowe
  - N 03 – Leki przeciwdrgawkowe
  - N 04 – Leki stosowane w chorobie Parkinsona
  - N 05 – Leki psycholeptyczne
  - N 06 – Psychoanaleptyki
  - N 07 – Inne leki wpływające na układ nerwowy

Obejmuje ona leki psycholeptyczne:

## N 05 A –Leki przeciwpsychotyczne
- N 05 AA – Pochodne fenotiazyny z łańcuchem alifatycznym
  - N 05 AA 01 – chloropromazyna
  - N 05 AA 02 – lewomepromazyna
  - N 05 AA 03 – promazyna
  - N 05 AA 04 – acepromazyna
  - N 05 AA 05 – triflupromazyna
  - N 05 AA 06 – cyjamemazyna
  - N 05 AA 07 – chloroproetazyna
- N 05 AB – Pochodne fenotiazyny z grupą piperazynową
  - N 05 AB 01 – diksyrazyna
  - N 05 AB 02 – flufenazyna
  - N 05 AB 03 – perfenazyna
  - N 05 AB 04 – prochlorperazyna
  - N 05 AB 05 – tiopropazat
  - N 05 AB 06 – trifluoperazyna
  - N 05 AB 07 – acetofenazyna
  - N 05 AB 08 – tioproperazyna
  - N 05 AB 09 – butaperazyna
  - N 05 AB 10 – perazyna
- N 05 AC – Pochodne fenotiazyny z grupą piperydynową
  - N 05 AC 01 – perycyjazyna
  - N 05 AC 02 – tiorydazyna
  - N 05 AC 03 – mezorydazyna
  - N 05 AC 04 – pipotiazyna
- N 05 AD – Pochodne butyrofenonu
  - N 05 AD 01 – haloperydol
  - N 05 AD 02 – trifluperydol
  - N 05 AD 03 – melperon
  - N 05 AD 04 – moperon
  - N 05 AD 05 – pipamperon
  - N 05 AD 06 – bromoperydol
  - N 05 AD 07 – benperydol
  - N 05 AD 08 – droperydol
  - N 05 AD 09 – fluanizon
  - N 05 AD 10 – lumateperon
- N 05 AE – Pochodne indolu
  - N 05 AE 01 – oksypertyna
  - N 05 AE 02 – molindon
  - N 05 AE 03 – sertindol
  - N 05 AE 04 – zyprazydon
  - N 05 AE 05 – lurazydon
- N 05 AF – Pochodne tioksantenu
  - N 05 AF 01 – flupentyksol
  - N 05 AF 02 – klopentyksol
  - N 05 AF 03 – chloroprotyksen
  - N 05 AF 04 – tiotyksen
  - N 05 AF 05 – zuklopentyksol
- N 05 AG – Pochodne difenylobutylopiperydyny
  - N 05 AG 01 – fluspirylen
  - N 05 AG 02 – pimozyd
  - N 05 AG 03 – penflurydon
- N 05 AH – Pochodne diazepiny, oksazepiny i tiazepiny
  - N 05 AH 01 – loksapina
  - N 05 AH 02 – klozapina
  - N 05 AH 03 – olanzapina
  - N 05 AH 04 – kwetiapina
  - N 05 AH 05 – asenapina
  - N 05 AH 06 – klotiapina
  - N 05 AH 53 – olanzapina i samidorfan
- N 05 AL – Benzamidy
  - N 05 AL 01 – sulpiryd
  - N 05 AL 02 – sultopryd
  - N 05 AL 03 – tiapryd
  - N 05 AL 04 – remoksypryd
  - N 05 AL 05 – amisulpryd
  - N 05 AL 06 – weralipryd
  - N 05 AL 07 – lewosulpiryd
- N 05 AN – Sole litu
  - N 05 AN 01 – węglan litu
- N 05 AX – Inne
  - N 05 AX 07 – protypendyl
  - N 05 AX 08 – rysperydon
  - N 05 AX 10 – mozapramina
  - N 05 AX 11 – zotepina
  - N 05 AX 12 – arypiprazol
  - N 05 AX 13 – paliperydon
  - N 05 AX 14 – iloperydon
  - N 05 AX 15 – kariprazyna
  - N 05 AX 16 – brekspiprazol
  - N 05 AX 17 – pimawanseryna

## N 05 B –Leki przeciwlękowe(anksjolityki)
- N 05 BA – Pochodne benzodiazepin
  - N 05 BA 01 – diazepam
  - N 05 BA 02 – chlorodiazepoksyd
  - N 05 BA 03 – medazepam
  - N 05 BA 04 – oksazepam
  - N 05 BA 05 – klorazepan (dipotasowy)
  - N 05 BA 06 – lorazepam
  - N 05 BA 07 – adinazolam
  - N 05 BA 08 – bromazepam
  - N 05 BA 09 – klobazam
  - N 05 BA 10 – ketazolam
  - N 05 BA 11 – prazepam
  - N 05 BA 12 – alprazolam
  - N 05 BA 13 – halazepam
  - N 05 BA 14 – pinazepam
  - N 05 BA 15 – kamazepam
  - N 05 BA 16 – nordazepam
  - N 05 BA 17 – fludiazepam
  - N 05 BA 18 – loflazepan etylu
  - N 05 BA 19 – etyzolam
  - N 05 BA 21 – klotiazepam
  - N 05 BA 22 – kloksazolam
  - N 05 BA 23 – tofizopam
  - N 05 BA 24 – bentazepam
  - N 05 BA 25 – meksazolam
  - N 05 BA 56 – lorazepam w połączeniach
- N 05 BB – Pochodne difenylometanu
  - N 05 BB 01 – hydroksyzyna
  - N 05 BB 02 – kaptodiamina
  - N 05 BB 51 – hydroksyzyna w połączeniach
- N 05 BC – Karbaminiany
  - N 05 BC 01 – meprobamat
  - N 05 BC 03 – emylkamat
  - N 05 BC 04 – mebutamat
  - N 05 BC 51 – meprobamat w połączeniach
- N 05 BD – Pochodne dibenzobicyklooktadienu
  - N 05 BD 01 – benzoktamina
- N 05 BE – Pochodne azaspirodekanodionu
  - N 05 BE 01 – buspiron
- N 05 BX – Inne
  - N 05 BX 01 – mefenoksalon
  - N 05 BX 02 – gedokarnil
  - N 05 BX 03 – etyfoksyna
  - N 05 BX 04 – fabomotyzol
  - N 05 BX 05 – olejek lawendowy

## N 05 C – Leki nasenne i uspokajające
- N 05 CA – barbiturany
  - N 05 CA 01 – pentobarbital
  - N 05 CA 02 – amobarbital
  - N 05 CA 03 – butobarbital
  - N 05 CA 04 – barbital
  - N 05 CA 05 – aprobarbital
  - N 05 CA 06 – sekobarbital
  - N 05 CA 07 – talbutal
  - N 05 CA 08 – winylbital
  - N 05 CA 09 – winbarbital
  - N 05 CA 10 – cyklobarbital
  - N 05 CA 11 – heptabarbital
  - N 05 CA 12 – repozal
  - N 05 CA 15 – metoheksital
  - N 05 CA 16 – heksobarbital
  - N 05 CA 19 – tiopental
  - N 05 CA 20 – etallobarbital
  - N 05 CA 21 – allobarbital
  - N 05 CA 22 – proksybarbal
- N 05 CB – Barbiturany w połączeniach
  - N 05 CB 01 – połączenia barbituranów
  - N 05 CB 02 – barbiturany w połączeniu z innymi lekami
- N 05 CC – Aldehydy i ich pochodne
  - N 05 CC 01 – wodzian chloralu
  - N 05 CC 02 – chloralodol
  - N 05 CC 03 – acetyloglicynamidowodzian chloralu
  - N 05 CC 04 – dichloralfenazon
  - N 05 CC 05 – paraldehyd
- N 05 CD – Pochodne benzodiazepiny
  - N 05 CD 01 – flurazepam
  - N 05 CD 02 – nitrazepam
  - N 05 CD 03 – flunitrazepam
  - N 05 CD 04 – estazolam
  - N 05 CD 05 – triazolam
  - N 05 CD 06 – lormetazepam
  - N 05 CD 07 – temazepam
  - N 05 CD 08 – midazolam
  - N 05 CD 09 – brotizolam
  - N 05 CD 10 – kwazepam
  - N 05 CD 11 – loprazolam
  - N 05 CD 12 – doksefazepam
  - N 05 CD 13 – cynolazepam
  - N 05 CD 14 – remimazolam
  - N 05 CD 15 – nimetazepam
- N 05 CE – Pochodne piperydynodionu
  - N 05 CE 01 – glutetymid
  - N 05 CE 02 – metyprylon
  - N 05 CE 03 – pirytyldion
- N 05 CF – Cyklopirolony
  - N 05 CF 01 – zopiklon
  - N 05 CF 02 – zolpidem
  - N 05 CF 03 – zaleplon
  - N 05 CF 04 – eszopiklon
- N 05 CH – Agonisty receptora melatoninowego
  - N 05 CH 01 – melatonina
  - N 05 CH 02 – ramelteon
  - N 05 CH 03 – tazymelteon
- N 05 CJ – Antagonisty receptora oreksynowego
  - N 05 CJ 01 – suworeksant
  - N 05 CJ 02 – lemboreksant
  - N 05 CJ 03 – daridoreksant
- N 05 CM – Inne
  - N 05 CM 01 – metakwalon
  - N 05 CM 02 – klometiazol
  - N 05 CM 03 – bromizowal
  - N 05 CM 04 – karbromal
  - N 05 CM 05 – skopolamina
  - N 05 CM 06 – propiomazyna
  - N 05 CM 07 – triklofos
  - N 05 CM 08 – etchlorwynol
  - N 05 CM 09 – waleriana
  - N 05 CM 10 – heksapropimat
  - N 05 CM 11 – bromki
  - N 05 CM 12 – apronal
  - N 05 CM 13 – walnoktamid
  - N 05 CM 15 – metylopentynol
  - N 05 CM 16 – niaprazyna
  - N 05 CM 18 – deksmedetomidyna
- N 05 CX – Preparaty złożone zawierające leki nasenne i uspokajające, z wyłączeniem barbituranów
  - N 05 CX 01 – meprobamat w połączeniach
  - N 05 CX 02 – metakwalon w połączeniach
  - N 05 CX 03 – metylopentynol w połączeniach
  - N 05 CX 04 – klometiazol w połączeniach
  - N 05 CX 05 – emepronium w połączeniach
  - N 05 CX 06 – dipiperonyloaminoetanol w połączeniach